# Fornos de Algodres
Fornos de Algodres es una villa portuguesa perteneciente al distrito de Guarda, região Centro y comunidad intermunicipal de Beiras y Sierra de la Estrella, con cerca de 1700 habitantes.

## Geografía
Es sede de un municipio con 133,23 km² de área y 4403 habitantes (2021), subdividido en 12 freguesias. El municipio está limitado al noroeste por el municipio de Trancoso, al este por Celorico da Beira, a sur por Gouveia, al oeste por Mangualde y Penalva do Castelo y al noroeste por Aguiar da Beira.

## Demografía
| Gráfica de evolución demográfica de Fornos de Algodres entre 1864 y 2021 |
|                                                                          |
| Datos según el nomenclátor publicado por el INE portugués.               |

## Freguesias
Las freguesias de Fornos de Algodres son las siguientes:
- Algodres
- Casal Vasco
- Cortiçô e Vila Chã
- Figueiró da Granja
- Fornos de Algodres
- Infias
- Juncais, Vila Ruiva e Vila Soeiro do Chão
- Maceira
- Matança
- Muxagata
- Queiriz
- Sobral Pichorro e Fuinhas